# Sageretia camelliifolia
Sageretia camelliifolia là một loài thực vật có hoa trong họ Táo. Loài này được Y.L. Chen & P.K. Chou miêu tả khoa học đầu tiên năm 1979.